# Abaj Bôkôleev
Abaj Bôkôleev (in kirghiso Абай Бөкөлеев?; Biškek, 3 febbraio 1996) è un calciatore kirghiso, attaccante del Muras Junajted.

## Carriera

### Club
Ha militato principalmente nella massima serie kirghisa con varie squadre, oltre ad aver giocato tra la quinta e la sesta serie turca con lo Yeni Çanspor e nella quinta serie turca con l'Eti Lisesi Genclikspor.

### Nazionale
Il 5 settembre 2019 ha esordito con la nazionale kirghisa giocando l'incontro perso 1-0 contro il Tagikistan, valido per le qualificazioni al campionato mondiale di calcio 2022.

## Statistiche

### Cronologia presenze e reti in nazionale
| Cronologia completa delle presenze e delle reti in nazionale ― Kirghizistan | Cronologia completa delle presenze e delle reti in nazionale ― Kirghizistan | Cronologia completa delle presenze e delle reti in nazionale ― Kirghizistan | Cronologia completa delle presenze e delle reti in nazionale ― Kirghizistan | Cronologia completa delle presenze e delle reti in nazionale ― Kirghizistan | Cronologia completa delle presenze e delle reti in nazionale ― Kirghizistan | Cronologia completa delle presenze e delle reti in nazionale ― Kirghizistan | Cronologia completa delle presenze e delle reti in nazionale ― Kirghizistan |
| Data                                                                        | Città                                                                       | In casa                                                                     | Risultato                                                                   | Ospiti                                                                      | Competizione                                                                | Reti                                                                        | Note                                                                        |
| --------------------------------------------------------------------------- | --------------------------------------------------------------------------- | --------------------------------------------------------------------------- | --------------------------------------------------------------------------- | --------------------------------------------------------------------------- | --------------------------------------------------------------------------- | --------------------------------------------------------------------------- | --------------------------------------------------------------------------- |
| 5-9-2019                                                                    | Dušanbe                                                                     | Tagikistan                                                                  | 1 – 0                                                                       | Kirghizistan                                                                | Qual. Mondiali 2022                                                         | -                                                                           | 69’                                                                         |
| 7-6-2021                                                                    | Osaka                                                                       | Kirghizistan                                                                | 0 – 1                                                                       | Mongolia                                                                    | Qual. Mondiali 2022                                                         | -                                                                           | 71’                                                                         |
| 11-6-2021                                                                   | Osaka                                                                       | Birmania                                                                    | 1 – 8                                                                       | Kirghizistan                                                                | Qual. Mondiali 2022                                                         | 1                                                                           |                                                                             |
| Totale                                                                      |                                                                             | Presenze                                                                    | 3                                                                           |                                                                             | Reti                                                                        | 1                                                                           |                                                                             |

## Palmarès

### Club

#### Competizioni nazionali
- Campionato kirghiso: 3

Dordoi Biškek: 2018, 2020, 2021
- Coppa del Kirghizistan: 1

Muras United: 2024